# Diocesi di Tatilti
La diocesi di Tatilti (in latino: Dioecesis Tatiltensis) è una sede soppressa e sede titolare della Chiesa cattolica.

## Storia
Tatilti, identificabile con Souk El Khemis nell'odierna Algeria, è un'antica sede episcopale della provincia romana della Mauritania Cesariense.
Unico vescovo conosciuto di questa diocesi africana è Donato, episcopus Tifiltensis, il cui nome appare al 15º posto nella lista dei vescovi della Mauritania Cesariense convocati a Cartagine dal re vandalo Unerico nel 484; Donato, come tutti gli altri vescovi cattolici africani, fu condannato all'esilio.
Dal 1933 Tatilti è annoverata tra le sedi vescovili titolari della Chiesa cattolica; dal 5 dicembre 2000 il vescovo titolare è Eulises González Sánchez, già vicario apostolico di San Andrés e Providencia.

## Cronotassi

### Vescovi residenti
- Donato † (menzionato nel 484)

### Vescovi titolari
- Jesus Yu Varela † (28 marzo 1967 - 17 febbraio 1971 nominato vescovo di Ozamiz)
- Giovanni Decimo Pellegrini, O.F.M. † (18 dicembre 1972 - 31 ottobre 1992 deceduto)
- Adalberto Martínez Flores (14 agosto 1997 - 18 maggio 2000 nominato vescovo di San Lorenzo)
- Eulises González Sánchez, dal 5 dicembre 2000